# Šiatorská Bukovinka
Šiatorská Bukovinka (węg. Sátorosbánya) – wieś (obec) na Słowacji położona w kraju bańskobystrzyckim, w powiecie Łuczeniec. Pierwsze wzmianki o miejscowości pochodzą z roku 1959. 
Według danych z dnia 31 grudnia 2012, wieś zamieszkiwały 304 osoby, w tym 157 kobiet i 147 mężczyzn.
W 2001 roku rozkład populacji względem narodowości i przynależności etnicznej wyglądał następująco:
- Słowacy – 84,64%
- Czesi – 0,56%
- Polacy – 0,28%
- Romowie – 1,12%
- Węgrzy – 7,26%

Ze względu na wyznawaną religię struktura mieszkańców kształtowała się w 2001 roku następująco:
- Katolicy rzymscy – 83,8%
- Ewangelicy – 3,07%
- Ateiści – 5,87%
- Nie podano – 7,26%